# Боровик-Романов, Виктор-Андрей Станиславович
Ви́ктор-Андре́й Станисла́вович Борови́к-Рома́нов (18 марта 1920, Петроград — 31 июля 1997, Кэрнс, Австралия) — советский и российский физик. Академик АН СССР по Отделению общей физики и астрономии, специализация «физика и астрономия» (1972). Член Бюро Отделения общей физики и астрономии (1996—1997), зам. академика-секретаря Отделения (1996—1997).

## Биография
Сын учёных Татьяны Фёдоровны Боровик-Романовой и Станислава Антоновича Боровика.
Окончил в 1947 г. физический факультет Московского государственного университета им. М. В. Ломоносова по кафедре физики низких температур.
Область научных интересов: физика низких температур, низкотемпературный магнетизм, антиферромагнетизм, свойство квантовых жидкостей и кристаллов.
Открыл слабый ферромагнетизм в антиферромагнетиках. Для объяснения этого явления им была выдвинута идея о неколлинеарности спинов. Открыл пьезомагнетизм в антиферромагнетиках.
Провёл цикл исследований динамических свойств слабых ферромагнетиков. Рассчитал спектр антиферромагнитного резонанса и закон дисперсии спиновых волн для этого класса веществ. Предсказал существование двух ветвей в энергетическом спектре спиновых волн. Обнаружил антиферромагнитный резонанс и изучил его спектр, открыл параметрическую генерацию спиновых волн, обнаружил неупругое рассеяние света на тепловых и параметрически возбужденных спиновых волнах и фононах. В конце 70-х гг. возглавил строительство первого в СССР криостата ядерного размагничивания для получения сверхнизких температур и перешёл к изучению сверхтекучего 3Не. Получил результаты, которые прояснили многие загадки спиновой динамики сверхтекучих фаз 3Не и привели к экспериментальному обнаружению нового явления — магнитной сверхтекучести. Экспериментально обнаружил спиновые аналоги явлений, свойственных сверхпроводникам и сверхтекучим жидкостям.
Исследовал ядерный магнитный резонанс в квазиодномерных антиферромагнетиках и получены важные результаты по подавлению квантовых спиновых флуктуаций магнитным полем.
Автор открытия (1959) пьезомагнетизма (намагниченность антиферромагнетиков, возникающая под действием внешнего давления вследствие упругой деформации их кристаллической решетки). Обобщил теорию спиновых волн на случай слабого ферромагнетизма.
Скончался 31 июля 1997 года в г. Кэрнс (Австралия), где он участвовал в международной конференции по магнетизму (ICM’97). Похоронен в Москве на Новодевичьем кладбище на участке тестя — Беликова Петра Николаевича (1889—1942), доктора физ.-мат. наук, проф. 2-го МГУ, зав. отд. физиологической акустики Гос. ин-та физики и биофизики.

## Другие биографические сведения, связанные с научной и педагогической деятельностью
Участник Великой Отечественной войны (1941—1945). Младший научный сотрудник Института физических проблем АН СССР (1947—1948). Научный сотрудник Московского государственного института мер и измерительных приборов (1948—1955). Старший научный сотрудник Всесоюзного НИИ физико-технических и радиотехнических измерений Комитета стандартов СССР (1955—1956). Старший научный сотрудник Института физических проблем АН СССР (1956—1963). Доктор физико-математических наук (1960). Утвержден в звании профессора (1965). Зам. директора (1963—1984), директор (1984—1990), советник при дирекции (1990—1997) Института физических проблем РАН. Профессор (1956—1985), зав. кафедрой физики и техники низких температур (1985—1997) Московского физико-технического института. Член-корреспондент АН СССР по Отделению общей и прикладной физики, специализация «экспериментальная и теоретическая физика» с 1966 года.  Академик по Отделению общей физики и астрономии, специализация «физика и астрономия» с 1972 г.
Председатель Научного совета по магнетизму (1992—1997).
Основатель и главный редактор журнала «Письма в Журнал экспериментальной и теоретической физики» (1969—1987).
Член Германской академии естествоиспытателей «Леопольдина», иностранный член АН Чехословакии (1988), АН Финляндии. Почетный член Физического общества Венгрии (1983), Общества чехословацких математиков и физиков (ЧССР, 1987).
Основные научные труды:
- Антиферромагнетизм (1962);
- Оптические наблюдения АФМР в CoCO3 (1976);
- Лекции по низкотемпературному магнетизму (1976);
- Рассеяние света на спиновых волнах низкочастотной ветви спектра (1978);
- Особенности непрерывного ЯМР в Не-В, обусловленные спиновым сверхтоком (1989).

## Награды
- Орден Ленина (17.03.1980)[4].
- Орден Отечественной войны 2 степени (6.04.1985)[5].
- Орден Трудового Красного Знамени (1975).
- Государственная премия Российской Федерации (1993) — за цикл работ по обнаружению и исследованию магнитной сверхтекучести.
- Премия имени М. В. Ломоносова АН СССР (1972).
- Орден Труда 2 степени (Венгрия, 1974).
- Золотая медаль Словацкой академии наук.
- Медаль Университета города Турку (Финляндия, 1987).